# Büyükdurduran, Akyaka
Büyükdurduran là một xã thuộc huyện Akyaka, tỉnh Kars, Thổ Nhĩ Kỳ. Dân số thời điểm năm 2010 là 524 người.